# ألين كير
ألين كير (13 يونيو 1906 في أستراليا - 28 نوفمبر 1985 في نيوزيلندا) (بالإنجليزية: Allen Kerr)‏ هو لاعب كريكت نيوزلندي.

## وصلات خارجية
- ألين كير على موقع إي آس بي آن كريك إنفو (الإنجليزية)